# Lotte Bjerre Knudsen
Lotte Bjerre Knudsen (født 10. marts 1964) er en dansk kemiingeniør og forsker der har været central hos Novo Nordisk i udviklingen af lægemidlerne med de aktive stoffer liraglutid og semaglutid.
Knudsen blev kemiingeniør fra Danmarks Ingeniørakademi i 1989.
Som nyuddannet ingeniør kom hun til Novo Nordisk.
Her blev hun i 1991 en del af en forskningsgruppe omkring hormonet GLP-1, der nogle år forinden var identificeret af af Jens Juul Holsts forskergruppe på Københavns Universitet.
Da Knudsen kom tilbage efter endt barsel i 1994 var gruppen reduceret, men det lykkedes hende at få et projektforslag igennem der søgte efter GLP-1-analoger.
I 2000 udgav hun og hendes gruppe et lovende studie om disse kemiske stoffer,
og senere kunne de rapportere om vægttab hos rotter med stoffet NN2211 som sidenhen fik navnet liraglutid.
Knudsen fik en doktorgrad i medicin fra Københavns Universitet i 2014. I 2015 blev hun adjungeret professor på Aarhus Universitet.
I 2023 modtog hun Paul Langerhans-medaljen fra den tyske diabetes forening. I 2024 modtog hun Lasker Award (en) i klinisk forskning.